# Litsea subumbelliflora
Litsea subumbelliflora là loài thực vật có hoa trong họ Nguyệt quế. Loài này được (Blume) Ng mô tả khoa học đầu tiên năm 2005.